# Biathlon aux Jeux olympiques de 2014 – Départ groupé hommes
Navigation
Vancouver 2010 Pyeongchang 2018
L'épreuve masculine du 15 km départ groupé (ou Mass start) aux Jeux olympiques d'hiver de 2014 a lieu le 16 février 2014 au Complexe de ski de fond et de biathlon Laura. Le Norvégien Emil Hegle Svendsen remporte l'épreuve devant le Français Martin Fourcade et le Tchèque Ondřej Moravec.
La course est d'abord programmée le 16 février 2014 à 18 heures (heure de Sotchi). Elle est reportée au 17 février puis au 18 février à cause du brouillard.

## Médaillés
| Or                        | Argent                | Bronze               |
| Emil Hegle Svendsen (NOR) | Martin Fourcade (FRA) | Ondřej Moravec (CZE) |

## Résultats
La course commence à 14:30.
| Rang                                | Dossard | Nom                     | Nationalité        | Temps         | Pénalité (C+C+D+D) | Retard        |
| ----------------------------------- | ------- | ----------------------- | ------------------ | ------------- | ------------------ | ------------- |
| Médaille d'or, Jeux olympiques      | 9       | Emil Hegle Svendsen     | Norvège            | 42 min 29 s 1 | 0 (0+0+0+0)        | -             |
| Médaille d'argent, Jeux olympiques  | 2       | Martin Fourcade         | France             | 42 min 29 s 1 | 1 (1+0+0+0)        | +0 s 0        |
| Médaille de bronze, Jeux olympiques | 4       | Ondřej Moravec          | République tchèque | 42 min 42 s 9 | 0 (0+0+0+0)        | +13 s 8       |
| 4                                   | 25      | Jakov Fak               | Slovénie           | 42 min 57 s 2 | 2 (0+1+1+0)        | +28 s 1       |
| 5                                   | 8       | Evgeniy Garanichev      | Russie             | 43 min 25 s 3 | 3 (0+1+1+1)        | +56 s 2       |
| 6                                   | 18      | Fredrik Lindström       | Suède              | 43 min 30 s 5 | 2 (0+1+0+1)        | +1 min 01 s 4 |
| 7                                   | 3       | Dominik Landertinger    | Autriche           | 43 min 32 s 8 | 2 (1+0+0+1)        | +1 min 03 s 7 |
| 8                                   | 12      | Johannes Thingnes Bø    | Norvège            | 43 min 34 s 2 | 1 (1+0+0+0)        | +1 min 05 s 1 |
| 9                                   | 28      | Brendan Green           | Canada             | 43 min 38 s 3 | 2 (1+1+0+0)        | +1 min 09 s 2 |
| 10                                  | 22      | Jean-Philippe Leguellec | Canada             | 43 min 41 s 6 | 1 (0+0+0+1)        | +1 min 12 s 5 |
| 11                                  | 13      | Anton Shipulin          | Russie             | 43 min 48 s 2 | 3 (0+1+1+1)        | +1 min 19 s 1 |
| 12                                  | 23      | Björn Ferry             | Suède              | 43 min 48 s 3 | 3 (1+1+1+0)        | +1 min 19 s 2 |
| 13                                  | 10      | Simon Schempp           | Allemagne          | 43 min 48 s 3 | 3 (2+1+0+0)        | +1 min 19 s 2 |
| 14                                  | 21      | Andrejs Rastorgujevs    | Lettonie           | 43 min 53 s 1 | 3 (0+1+1+1)        | +1 min 24 s 0 |
| 15                                  | 27      | Matej Kazar             | Slovaquie          | 44 min 25 s 6 | 2 (0+1+1+0)        | +1 min 56 s 5 |
| 16                                  | 11      | Simon Eder              | Autriche           | 44 min 30 s 7 | 4 (1+1+1+1)        | +2 min 01 s 6 |
| 17                                  | 7       | Jean-Guillaume Béatrix  | France             | 44 min 34 s 2 | 3 (0+0+2+1)        | +2 min 05 s 1 |
| 18                                  | 16      | Arnd Peiffer            | Allemagne          | 44 min 35 s 0 | 4 (0+1+2+1)        | +2 min 05 s 9 |
| 19                                  | 14      | Evgeny Ustyugov         | Russie             | 44 min 37 s 3 | 3 (0+0+1+2)        | +2 min 08 s 2 |
| 20                                  | 15      | Dmitry Malyshko         | Russie             | 44 min 42 s 9 | 4 (1+0+3+0)        | +2 min 13 s 8 |
| 21                                  | 30      | Tim Burke               | États-Unis         | 44 min 55 s 9 | 4 (2+0+2+0)        | +2 min 26 s 8 |
| 22                                  | 1       | Ole Einar Bjørndalen    | Norvège            | 45 min 08 s 3 | 6 (2+0+0+4)        | +2 min 39 s 2 |
| 23                                  | 29      | Lowell Bailey           | États-Unis         | 45 min 19 s 2 | 5 (2+1+1+1)        | +2 min 50 s 1 |
| 24                                  | 6       | Jaroslav Soukup         | République tchèque | 45 min 22 s 2 | 4 (0+1+0+3)        | +2 min 53 s 1 |
| 25                                  | 26      | Dominik Windisch        | Italie             | 45 min 28 s 4 | 5 (1+1+3+0)        | +2 min 59 s 3 |
| 26                                  | 5       | Erik Lesser             | Allemagne          | 45 min 34 s 2 | 4 (0+0+2+2)        | +3 min 05 s 1 |
| 27                                  | 20      | Christoph Sumann        | Autriche           | 45 min 39 s 0 | 4 (1+2+1+0)        | +3 min 09 s 9 |
|                                     | 17      | Lukas Hofer             | Italie             | DNF           | 4 (2+2+0)          |               |
|                                     | 19      | Nathan Smith            | Canada             | DNF           | 5 (2+3)            |               |
|                                     | 24      | Simon Fourcade          | France             | DNF           | 2 (2)              |               |